# Canton de Mauron
Le canton de Mauron est une ancienne division administrative française, située dans le département du Morbihan et la région Bretagne.

## Composition
Le canton de Mauron regroupait les communes suivantes :
| Nom                    | Code Insee | Intercommunalité       | Superficie (km2) | Population (dernière pop. légale) | Densité (hab./km2) |
| ---------------------- | ---------- | ---------------------- | ---------------- | --------------------------------- | ------------------ |
| Mauron (chef-lieu)     | 56127      | CC Ploërmel Communauté | 67,23            | 3 198 (2014)                      | 48                 |
| Brignac                | 56025      | CC Ploërmel Communauté | 13,12            | 179 (2014)                        | 14                 |
| Concoret               | 56043      | CC Ploërmel Communauté | 15,76            | 742 (2014)                        | 47                 |
| Néant-sur-Yvel         | 56145      | CC Ploërmel Communauté | 32,30            | 1 001 (2014)                      | 31                 |
| Saint-Brieuc-de-Mauron | 56208      | CC Ploërmel Communauté | 14,35            | 343 (2014)                        | 24                 |
| Saint-Léry             | 56225      | CC Ploërmel Communauté | 1,58             | 189 (2014)                        | 120                |
| Tréhorenteuc           | 56256      | CC Ploërmel Communauté | 5,42             | 115 (2014)                        | 21                 |

## Représentation

### Conseillers généraux de 1833 à 2015
- De 1833 à 1848, les cantons de La Trinité et de Mauron avaient le même conseiller général. Le nombre de conseillers généraux était limité à 30 par département[1].

| Période | Période          | Identité                                                                               | Étiquette           | Qualité |
| ------- | ---------------- | -------------------------------------------------------------------------------------- | ------------------- | --- |
| 1833    | 1840             | Alexandre François Marie Noüel de La Touche (1795-1850)                                |                     | Maire de Saint-Brieuc-de-Mauron |
| 1840    | 1842 (décès)     | Louis de Pommereul (1776-1842)                                                         |                     | Ancien officier supérieur (chef d'escadron de cavalerie) Propriétaire du château du Fresne, conseiller municipal de Néant                                                                 |
| 1844    | 1845             | Comte Napoléon Marie de Nompère de Champagny                                           | Majorité dynastique | Avocat, propriétaire à Loyat et à Broons-sur-Vilaine Député (1852-1870) |
| 1845    | 1848             | Adrien Désiré Jean-Baptiste Magon de la Balue                                          |                     | Receveur des finances Propriétaire à Néant |
| 1848    | 1864 (décès)     | Yves-Raoul Desprez de la Morlais (1806-1854)                                           | Monarchiste         | Officier d'infanterie, propriétaire à Saint-Léry |
| 1865    | 1871             | Alphonse Guérin                                                                        | Républicain         | Docteur-médecin à Mauron |
| 1871    | 1875 (démission) | Vicomte Bertrand Alexandre Desprez de la Morlais (fils d'Y. de la Morlais) (1843-1908) | Monarchiste         | Propriétaire à Saint-Léry |
| 1875    | 1886 (démission) | Adrien Magon de la Balue                                                               | Républicain         | Propriétaire du château du Bois de la Roche à Néant-sur-Yvel |
| 1886    | 1892             | Ange Bossard (1829-1895)                                                               | Républicain         | Propriétaire et marchand de bois à Néant |
| 1892    | 1906 (démission) | Félix Moisan (1852-1916)                                                               | Conservateur        | Notaire, maire de Mauron |
| 1906    | 1910             | Eugène Marivint                                                                        | Droite              | Docteur en médecine à Mauron |
| 1910    | 1940             | Paul Maulion                                                                           | Rad.                | Avocat - Maire de Mauron Député (1919-1924) Sénateur (1933-1941) |
|         |                  |                                                                                        |                     | |
| 1945    | 1964             | Jean Allain                                                                            | MRP puis RI         | Maire de Mauron |
| 1964    | 1982             | Henri Thébault                                                                         | DVD puis RPR        | Instituteur Maire de Mauron (1971-1982) Ancien député de la Charente (1956-1958) Ancien conseiller général du Canton d'Angoulême-1 (1949-1961) Maire d'Angoulême (1955-1958 et 1959-1970) |
| 1982    | 2015             | Guy de Kersabiec                                                                       | RPR puis DVD        | Exploitant agricole - Maire honoraire de Saint-Brieuc-de-Mauron Vice-Président du Conseil Général                                                                                         |

Un nouveau découpage territorial du Morbihan entre en vigueur à l'occasion des élections départementales de 2015. Il est défini par le décret du 21 février 2014, en application des lois du 17 mai 2013 (loi organique 2013-402 et loi 2013-403).

En vertu de ce nouveau découpage, le canton de Mauron fusionne avec ceux de Josselin, Ploërmel et La Trinité-Porhoët (auxquelles sont adjointes les communes de Lantillac et Monterrein) pour former le nouveau canton de Ploërmel, dont le bureau centralisateur est situé à Ploërmel.

### Conseillers d'arrondissement (de 1833 à 1940)
Le canton de Mauron appartenait à l'arrondissement de Ploërmel jusqu'à sa disparition en 1926.
| Période                                  | Période      | Identité                         | Étiquette           | Qualité |
| ---------------------------------------- | ------------ | -------------------------------- | ------------------- | --- |
| 1833                                     | 1842         | M. Bonamy                        |                     | Juge au Tribunal civil de Vannes                                                                            |
| 1842                                     | 1848         | Amateur Louis Danion (1792-1867) |                     | Greffier de la justice de paix à Mauron                                                                     |
|                                          |              |                                  |                     | |
| 1874                                     |              | Jean-François Moisan (1815-1884) | Conservateur        | Notaire, maire de Mauron                                                                                    |
|                                          |              |                                  |                     | |
| 1895                                     | 1904 (décès) | Julien Éveillard                 | Républicain         | Mécanicien, constructeur d'instruments agricoles Président du Comité républicain de Mauron                  |
| 1904                                     | 1906         | Eugène Marivint                  | Républicain libéral | Médecin à Mauron                                                                                            |
| 1907                                     | 1913         | Jean Le Borgne                   | Républicain libéral | Maire de Néant                                                                                              |
| 1913                                     | 1925         | Pierre-Marie Piéderrière         | RG                  | Adjoint au maire de Concoret                                                                                |
| 1925                                     | 1940         | Mathurin Lefort                  | RG                  | Adjoint au maire de Mauron                                                                                  |
| 1940                                     |              |                                  |                     | Les conseils d'arrondissement ont été suspendus par la loi du 12 octobre 1940 et n'ont jamais été réactivés |
| Les données manquantes sont à compléter. |              |                                  |                     | |

## Démographie
| 1962  | 1968  | 1975  | 1982  | 1990  | 1999  | 2006  | 2011  | 2012  |
| ----- | ----- | ----- | ----- | ----- | ----- | ----- | ----- | ----- |
| 6 470 | 5 967 | 5 782 | 5 722 | 5 767 | 5 529 | 5 592 | 5 927 | 5 962 |